# ゾウクラゲ
ゾウクラゲ(象水母)は、腹足綱のゾウクラゲ科またはハダカゾウクラゲ科に属する軟体動物の総称、またはゾウクラゲ科の一種(Carinaria cristata )を指す。名前にクラゲとあるが軟体動物である巻貝の仲間であり、刺胞動物や有櫛動物に属するいわゆるクラゲとは系統的に異なる。本項ではゾウクラゲ科の一種(Carinaria cristata)について解説する。

## 分類
本項の分類は Bouchet & Rocroi(2005) にしたがった。

## 形態
本種には外部形態の異なる二つの型が記載されている(C. cristata forma cristata,　C. cristata forma japonica)。
大型の腹足類で、f. cristata は50cmに、f. japonica は15cmに達する。ゼラチン質の体は長円筒形で全身がほぼ透明になっている。背中の内臓核(肝臓・心臓・腎臓・生殖腺・鰓を含む)は暗色を呈する。殻は本体に対して非常に小さく、この内臓核を覆うように配置されている。殻の反対側には一枚の遊泳用の鰭があり、尾部の背側には稜が発達している。頭部には短い吻があり、目の網膜は二つの黒い斑点として見ることができる。消化管は透明で、消化中の獲物は外から観察可能である。f. japonica の殻は正三角形に近く、尾部の稜はラマルクゾウクラゲに似た三角形になっている。

## 生態
本種は沿岸および外洋の浅い暖水域を漂っている。日和見的な捕食者で、選択的にサルパ類やウミタル類を捕食するが、ヤムシ類やカイアシ類を捕食することもある。カイアシ類は海中に棲息するプランクトン中に占める割合を考慮すると非常に少ない量しか捕食されていない。他にはクダクラゲ類、魚卵や仔稚魚、同種の稚貝や体の小さな成体が獲物として報告されている。
獲物は丸呑みにされ消化管にとどまり、唾液腺から分泌される酵素により消化される
。
本種にはウミガメ類やマグロ類など多くの天敵がいる。

## 分布
f. cristata はインド洋、太平洋の暖水域（インド太平洋）に分布するがインド洋での記録は稀である。f. japonica は f. cristata よりも広温性のようであるが、分布は太平洋に限られる。

(地図 
f. cristata
f. japonica)

## 注・出典
1. ↑  Linnaeus C. (1767). Systema naturae 12a ("13"), Vol. 1, part 2: 533–1327, page 1260.
2. 1 2  van der Spoel, S.; Newman, L.J.; Estep, K.W.. “Carinaria cristata cristata”. Pellagic Molluscs.   Marine Species Identification Portal. 2015年11月30日閲覧。
3. ↑  van der Spoel, S.; Newman, L.J.; Estep, K.W.. “Carinaria cristata japonica”. Pellagic Molluscs.   Marine Species Identification Portal. 2015年11月30日閲覧。
4. 1 2  Lalli, Carol M.; Gilmer, Ronald W. (1989). Pelagic Snails: The Biology of Holoplanktonic Gastropod Mollusks. Stanford University Press. pp. 40–42. ISBN 978-0-8047-1490-7
5. ↑  Seapy, R.R. (1980). “Predation by the epipelagic heteropod mollusk Carinaria cristata forma japonica”. Marine Biology 60 (2–3):  137–146. doi:10.1007/BF00389157.